# Triebischtal
Triebischtal este o comună din landul Saxonia, Germania.